# Camilio Mayer
Camilio Mayer (né le 25 avril 1890 à Mulhouse, mort le 21 mai 1972 à Stedten an der Ilm près de Weimar) était un funambule allemand.

## Biographie
Camilio, qui n'était pas originaire d'une famille d'artistes, quitta la maison à l'âge de 16 ans pour rejoindre en France différentes troupes de cirque. C'est à Belfort qu'il fit ses premiers pas sur une corde.
Il alla ensuite en Allemagne pour y monter sa propre troupe.
Sous le nom Napoleon der Lüfte (« le Napoléon de l'air »), il acquit une grande renommée dans de nombreux pays, en Europe, en Inde, en Australie, à Java, en Nouvelle-Zélande, en Égypte et aux États-Unis.
À Berlin, le 20 janvier 1940, sa partenaire Camilla Mayer (dont le nom civil était Lotte Witte), décède à la suite d'une chute de 20 m.
En 1944, Camilio alla à Kranichfeld et se fixa à Stedten an der Ilm.
Après la guerre, il y formait de jeunes artistes et se produisait à nouveau en août 1945. Puis il forma une nouvelle troupe (Park der Sensationen), qui se produisait parfois seule, parfois avec le cirque Sarrasani. Les représentations iront dans les deux parties de l'Allemagne, la France, l'Angleterre (devant la reine), les Pays-Bas, la Finlande et les États-Unis.
Son projet, en 1953, d'être le premier à traverser les chutes du Niagara avorta.
Jusqu'à sa dernière apparition au début des années 1960, Camilio Mayer était lui-même sur la corde, souvent avec son numéro d'œufs sur le plat. Il est décédé le 21 mai 1972, à l'âge de 82 ans.